# 30A busz (Debrecen)

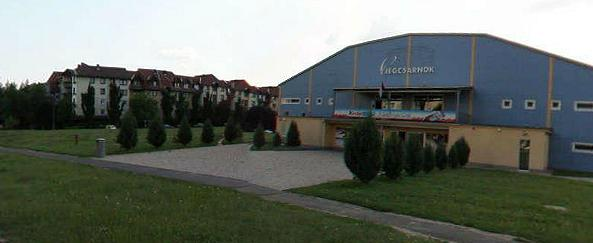
Jégcsarnok

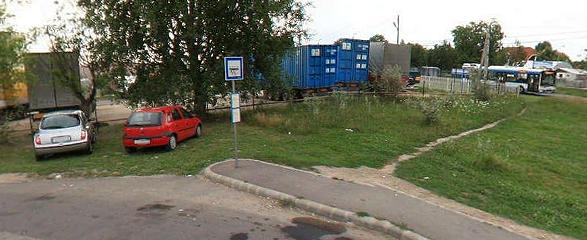
Diószegi út

A debreceni 30A jelzésű autóbusz a Jégcsarnok és  a Borzán Gáspár utca között közlekedik. Útvonala során érinti a Jégcsarnokot, Tócóskertet, Nagyállomást és a zsibogót.  A 30A jelzésű buszon felül közlekednek 30-as és 30I jelzéssel is járatok, hasonló útvonalon.
Jelenlegi menetrendje 2011. július 1-jétől érvényes. 

## Járművek
A viszonylaton Alfa Cívis 18 csuklós buszok közlekednek.

## Útvonala
| Diószegi út felé | Jégcsarnok felé |
| --- | --- |
| Jégcsarnok vá. – Derék utca – Vincellér utca – István út – Déli sor – Raktár utca – Nagyállomás – Wesselényi utca – Vágóhíd utca – Diószegi út vá. | Diószegi út vá. – Vágóhíd utca – Wesselényi utca – Nagyállomás – Raktár utca – Déli sor – István út – Vincellér utca – Derék utca – Jégcsarnok vá. |

## Megállóhelyei
Az átszállási kapcsolatok között az azonos útvonalon közlekedő 30-as busz nincsen feltüntetve.